# Бахо-Арагон
Бахо-Арагон (исп. Bajo Aragón) — район (комарка) в Испании, входит в провинцию Теруэль в составе автономного сообщества Арагон. В районе живёт 29 358 человек (2007 год). Площадь района составляет 1304,2 км².

## Муниципалитеты
1. Альканьис
2. Агвавива
3. Алькориса
4. Бельмонте-де-Сан-Хосе
5. Берхе
6. Каланда (Теруэль)
7. Ла-Каньяда-де-Верич
8. Кастельсерас
9. Ла-Серольера
10. Ла-Кодоньера
11. Фос-Каланда
12. Ла-Хинеброса
13. Мас-де-лас-Матас
14. Ла-Мата-де-лос-Ольмос
15. Лос-Ольмос
16. Лас-Паррас-де-Кастельоте
17. Сено (Теруэль)
18. Торресилья-де-Альканьис
19. Торревелилья
20. Вальдеальгорфа